# 堀内美香
堀内 美香（ほりうち みか、1995年2月28日 - ）は、日本の看護師。元AV女優でAV女優時代はクローネ所属。旧芸名は堀内 未果子（ほりうち みかこ）

## 略歴
看護師として働きながら「卍鬼昆布卍ちゃん」のハンドルネームでツイッターを始め、フォロワーが1万人を超えたらAVに出演すると公言し、1万人を超えたことからデビューを決め、2021年1月に「堀内未果子」としてAVデビュー。愛称はハンドルネームに由来する昆布ちゃん。デビューしてからも週一ペースで看護師として働いている。芸名の由来は片思いの女性の名前が「ホリウチミカコ」だったため。
2021年5月、『週刊プレイボーイ』で次世代美巨尻AV女優ベスト10に選出。
2022年4月4日、堀内美香に改名。
2024年7月19日、ファンクラブの収入がAV女優業の収入を超えたため、いわゆる正規AVに見切りをつけ、自身で撮影・編集・する同人AV業に移行することを発表。同月28日にAV女優引退と結婚を発表。

## 人物
大阪府出身。こてこての関西弁をしゃべることでも知られ、この部分にフィーチャーした作品も多数存在する。子供の頃から話のオチを求められる「笑いの英才教育」を両親から受けてきた。義務教育時代は放送部。弁が立つキャラクターとしても知られており、2022年5月17日にはトークイベント『堀内美香の歌舞伎町炎上病棟』を開催。趣味・特技は、食べること・料理。
バイセクシャルで、14歳から21歳までは女性としか付き合ったことがなかった。初体験も女性。看護学生の時には制服見学店でアルバイトをしていたこともある。

### AV女優として
看護師の仕事が単調で何か変わったことがしたいと世の中の変わった仕事を調べる中で「AV女優」を見つけ、面白そうで奥をもっと知りたいと興味が尽きなかったことがAV女優をやってみたいと思ったきっかけ。具体的には峰なゆかの本を読んだのがきっかけとしている。初めてAVを見た感想は「なんてアクロバティックなことをしているプロなんだ」。
憧れている女優は美谷朱里、石原希望、深田えいみ、一番仲がいい女優は水森めぐ。自称・顔じゃなくて身体に特化してるAV女優。学生時代からエロかったが、これはエロい話が酒の肴になるからであり、エロい話を集めるためでもあったという。エッチが好きというよりも、そういう場面でしか知りえない情報があったから。プロポーションに自信があるため、裸を見せることは抵抗が元からなかった。デビュー作では初脱ぎ撮影の際に恥ずかしがり直しがあったという伝説を残す。

### 看護師として
看護師をしていて身バレしたこともあるが、それ以上に人員不足であるため続けられているという。その肩書から病院設定の作品に出ることも多かったが、その際は同僚に突っ込まれないレベルで医療監修していた。
看護師としては循環器内科、泌尿器科、消化器内科、肛門科、美容クリニックなどで勤務経験がある。

## 出演作品

### アダルトDVD

#### 堀内未果子 名義
- 「フォロワー1万人超えたらAV出ます」を有言実行! インフルエンサーにして脱いだら凄い現役看護師 卍鬼昆布ちゃん卍こと堀内未果子 AVデビュー（1月13日、アイデアポケット）
- 絶頂119回!大痙攣104回!潮吹き2300ml! インフルエンサーかつスリム美巨乳現役ナース はじめての中出し&生ハメ大絶頂ドキュメント（2月13日、E-BODY）
- 3年前に働いていた制服見学店の客から買い戻した マジックミラー越しの激エロ盗撮映像&最高シコリティのハメ撮り動画を本人合意発売!!（3月3日、kawaii*）
- 「私、バイセクシャルなんです」堀内未果子がカミングアウト!!新人なのに“田中ねね”を逆指名! 台本なし!スタッフなし!完全二人きり! プライベートのように好き勝手イチャイチャする 生々しいハメ撮りレズ 堀内未果子 田中ねね（3月25日、kawaii*）
- 俺の娘が嫁の不倫相手の子だと判明したので親戚全員集めて復讐種付け孕ませ輪姦（4月1日、MOODYZ）
- 生4発射 中出しパイズリフェラ SEX好きナース25歳 夜勤明けなのにマッチングアプリで男漁りする根っからのエロ看護師とラブホ中出し（4月25日、ナンパJAPAN）
- 働くナースのオフの顔はボンテージで男を犯して強制勃起▶追撃射精▶男潮大暴発!! 拘束男をひたすら射精させまくる種搾り逆レ×プ絶倫痴女（5月1日、MOODYZ）
- 超高級中出し専門ソープ 堀内未果子（5月13日、MOODYZ）
- 「彼氏の愚痴聞いてください」 仕事終わりにバイト女子とのサシ飲み…気付いたらホテルで金曜から月曜まで相性抜群で求め合う汗だく週末性交（5月19日、OPPAI）
- 大嫌いなゲス医者に不倫と中出しを強要され 抵抗 拒絶 睨みつけ ながらも死ぬほどイカされた私…（5月25日、本中）
- 上から目線の女上司の無防備パンチラで無自覚に誘惑される僕。堀内未果子（6月1日、MOODYZ）
- 何でビンビンやねん!ドリルすんのかい! ナニワの小悪魔ヤリマンがこっそり囁きオヤジのチクビ狩り!! 乳首こねくり腰くね騎乗位(トルネード)でヤル!!（6月1日、ワンズファクトリー）
- 普段は地味で真面目な部下が酔ったら肉食化。 僕は耐え切れずに何度も中出ししてしまった。（6月7日、BeFree）
- 友人同士が燃えるように乱れ合うルームシェアレズビアン 外出禁止の室内で絶頂しまくる過激レズセックス 堀内未果子 田中ねね（6月7日、ビビアン）
- 欲求不満な団地妻と孕ませオヤジの汗だく濃厚中出し不倫（6月13日、溜池ゴロー）
- クソガキのち○ぽを断れなくて… 私はショタの言いなり玩具 完堕ち中出しお姉ちゃん（6月25日、ダスッ!）
- 文京区にある女教師が通う整体セラピー治療院 29（7月1日、変態紳士倶楽部）
- 汚職捜査官オヤジの職権乱用レ×プに堕ちた罪なき美人妻（7月7日、マドンナ）
- バレたらヤバイ!から気持ちイイ…! 上司の彼女のデカ尻先輩とこっそりハメまくっている日々。（7月7日、PREMIUM）
- 挿入直前!まさかの寸止め!でも翌朝…。 親友カップルとボクの家で宅飲み。酔いつぶれた親友の横で彼女の可愛さに我慢できず思わず触ってしまい…。そのままこっそり禁断のエッチ!かと思いきや挿入直前まさかの寸止め!しかし、翌朝の解散後、彼女がボクに『やっぱりエッチしたい…』と言ってきた!親友には悪いと思いつつあまりの可愛さに我慢できず何度もヤリまくってしまった。（7月7日、Hunter）
- ギアチェンジPtoMで悶絶射精するほど追撃!欲求不満な人妻のマッハ騎乗位&スローバキュームフェラ（7月13日、溜池ゴロー）
- 院内淫交 溜まった患者に有料マ○コ貸し出し吐精サービス（7月19日、エムズビデオグループ）
- M男限定 拘束またがり淫語ソープ 連続中出し・追撃男潮 11発エロ汁空っぽコース（7月25日、痴女ヘブン）
- 部長の嫁に誘惑されて（8月1日、プラネットプラス）
- ホテルの予約ミスで相部屋になった女上司とチェックアウトまでめちゃくちゃ中出し交尾した一部始終 2（8月1日、変態紳士俱楽部）
- 美人のデカ尻人妻が固定ディルド当てゲーム 利き竿イッポン勝負! 見事当てたら賞金100万円!外せばその場でデカチン即ハメ! ディルドでイッた直後の敏感マ●コに旦那より大きいチ●ポでハメられイキまくった奥様は中出しも拒めないのか!? vol.3（8月13日、はじめ企画）※「ななこ」名義
- 美尻&デカ尻の女上司が部下を誘惑して極上騎乗位で子宮口ほじくりSEX（8月19日、ROOKIE）
- 湘南の海で出会った水着ギャルがデカチン童貞君と「素股オイルマッサージ」に挑戦! 生マンにヌルヌルこすれるデカマラに発情しちゃって『おま○こに入れてみるw』そのまま筆おろし生ハメ中出しSEX!!（8月27日、赤面女子）
- 顔出し解禁!! マジックミラー便 未成年素人 生まれて初めての素股編 vol.02 ギンギンに勃起したち○ぽを素人娘が赤面まんコキ! 恥じらいながらも濡れてしまった10代うぶオマ○コにヌルっと挿入で激イキ絶頂!! 総勢20人全員SEXスペシャル! 2枚組10時間!!（9月21日、ディープス）
- パンツごしのフェラチオ 〜焦らされて高まる早漏男子向けのフェチな刺激 Vol.2〜（9月21日、SEX Agent）
- 【完全主観】 超搾精彼女が淫語責め精子を狩り摂る! 清純な容姿とウラハラに超肉食系関西弁女子! 連続中出しでマ●コから溢れる精子（9月21日、ABC）
- 美人でFカップの年上幼馴染をいつでも定額挿れ放題! 月々定額料金さえ支払えばいつでもどこでもハメ放題!（9月28日、ROYAL）
- 家庭内不倫 ～義兄と私の姦係～（10月5日、KSB企画）
- レイプ! 裏切りの連鎖!お嬢様学校の女子○生! 中出しされたくなかったら、お前の友達を呼べ! 生徒は自分の担任を、担任は教え子を身代わりにする無理矢理イカせる激ピスでエンドレス中出し・合計10発!! 恐怖に支配された廃病院（10月7日、サディスティックヴィレッジ）
- 時間を止めてヤリタイ放題 むちむちスーツ姿で働くお姉さんにイタズラ三昧（10月20日、スターパラダイス）
- トビジオっ! めざましNEWS 歴代最高潮吹き率No.1! 合計158トビジオ 飛距離・量が凄すぎる! 本番中、ずっと潮吹きっぱなし・失禁しても平然と原稿を読み上げる女子アナ（10月21日、SODクリエイト）
- 羞恥! 新任ナース病棟着任前 強制健康診断 2021 秋研修医の実験台にさせられた私たち（10月21日、サディスティックヴィレッジ）
- 堀内未果子 緊縛解禁緊縛、蝋燭、鞭責めハード調教（11月25日、アイエナジー）
- 羞恥 ある日突然男女社員混合 強制OL健康診断 2021 スペシャル 2枚組（12月23日、サディスティックヴィレッジ）

- アナルのシワの数までハッキリわかる! ノーモザイク連続絶頂アナル見せオナニー 8（1月27日、アイエナジー）
- まさかの相部屋ホテルで…逆NTRされた僕。あざと可愛い女子社員と冴えない上司（既婚者）のゾクゾクが止まらない社内不倫。 堀内未果子（2月15日、ゾクゾク娘）
- 就活女子大生セクハラ面接の実態!「内定の為なら…私なんでもします」ブラック企業によるパワハラ行為の一部始終大公開! 恥じらいAV出演 なんでも従順いいなり社畜娘に教育しちゃいますSP Vol.03（3月15日、ゾクゾク娘）
- 美大生がデッサン中にセンズリ鑑賞! 2（3月20日、STAR PARADISE）
- 戸川あゆ レズ解禁 ～アニキの嫁に恋した私～ 戸川あゆ 堀内未果子（4月7日、アイエナジー）
- 義姉妹レズビアン ～美尻兄嫁の誘惑～ 神ユキ 堀内未果子（5月17日、U&K）
- 義妹と一緒に暮らすことになりまして… 関西弁 ドS ツンデレ う～ん可愛い!! 堀内未果子（5月20日、STAR PARADISE）
- アナルのシワの数までハッキリわかる! ノーモザイク連続絶頂アナル見せオナニー 10（5月26日、アイエナジー）

#### 堀内美香 名義
- ミライの妄想世界シリーズ 女性がお金を持たないBODYPAY（7月21日、ROCKET）
- 田舎の冬はヤルことがないから大嫌いな隣人と汗だくになるほど密着性交で温め合っていました 堀内美香（7月26日、Million）
- 美女の足裏をふやけるまで舐めたい!堀内美香（10月6日、RADIX）

### VR
堀内未果子 名義
- 無線ナースコールで呼べば24時間!どこでも!何発でも! ヌいてくれる 俺専属!スレンダー巨乳痴女ナース（3月19日、E-BODY）
- 炎上してる現役看護師のSNSを見たら… 同僚の堀内さん!? そしてAV女優やってるの?最高じゃん! 「黙ってるからヤラせろ的なやつ?エエよ。」 夜勤中にサクッと一発ヤッちゃった話。（4月5日、kawaii*）
- 果たして誰に喰われちゃうのか? イベントサークルに入ったらヤリマン女子だらけで男は僕1人!! しかもサークル打ち合わせと称して1週間両親不在の僕の家で昼から宅飲み!! 飲むだけならいいのですが我先にと僕を奪おうとしてくるんです!! しかもしかもサークル内では僕に手を出すのは止めようというルールが存在する中で一体誰が手を出してくるのでしょうか?? TYPE-A/B/C/D（6月16日、お夜食カンパニー）
- 「乳首いじられるの好きなら、こねくりマッサージしたるわ」 乳首責め騎乗位マイスターがアナタの敏感チクビを悶絶するほど撫で回す回春エステVR（6月30日、OPPAI）
- 呼んだら速攻、必ず来る扉を開けたら4秒でチ●ポに直行! ヤリたがりナマ好きセフレちゃん（7月9日、本中）
- 心楽 〜露出禁止だけど生チ●ポを触ってくれるチャイナエステ 堀内未果子〜（8月13日、CASANOVA）
- 旅行先で痛恨のホテル予約ミス。仕方なく入店したラブホで 【世話好き】【ショタコン】姉と近親相姦(僕は童貞)（9月17日、CASANOVA）

- 「むっちゃくちゃ相性えぇやん!」【タッチ禁止! 本番NG】でスレンダー美巨乳のエステ嬢に【媚薬を仕込むと小悪魔痴女に豹変覚醒!】淫語連発でチンぐりアナルフェラからの【お店に内緒でキメパコ生中出し!!】 堀内未果子（1月24日、こあらVR）
- 【人気NO.1ソープ嬢で脱チェリーボーイ】関西弁スレンダー泡姫の人生初生ま○こが気持ち良すぎて童貞精子を何度もナカ出しキメちゃいました【口内発射・顔射・中出し3発】時間無制限! 発射無制限の【筆おろし専門ソープ】 堀内未果子（3月11日、こあらVR）
- ブラックライト蛍光ローション手コキマッサージ（3月26日、KMPVR）
- 【俺専用オシャブリーナVR】13人完全撮りおろし（6月10日、こあらVR）

### 配信限定
- 美果（7月23日、素人ホイホイZ）
- 新生インフルエンサー　※数量限定※（7月27日、ワクチン）
- MIKA（7月29日、素人ホイホイ）
- 【Fカップ×美脚×医大生】「みくさん」のまるなげ依頼!自称サークルクラッシャー!?乱交希望の精子マニア!!ヨダレ汁ダクダク汗ダラダラで潮ぶちまけちゃって断固して終わらない騎乗位の夏2021!(中出しされすぎて)開いたマ●コが塞がらないッ!これはすごいぞ!www【まるなげ屋汗編.4】（8月13日、プレステージプレミアム）※「みく」名義
- みかこちゃん（9月17日、素人CLOVER）
- みかこちゃん（9月19日、GO!GO!お手当ちゃん）

### イメージDVD
- AV女優 堀内未果子（2022年2月26日、スパークビジョン）

## 書籍・出版

### デジタル写真集
- 部長の嫁に誘惑されて（2021年8月1日、プラネットプラス）
- AV女優 堀内未果子（2022年4月29日、スパークビジョン、撮影：ケイ）

### 雑誌
- 週刊プレイボーイ No.21 2021年5月24日号（集英社） - インタビュー「進撃の巨尻!! 次世代美巨尻AV女優BEST10」

## 出演

### ウェブバラエティ
- ぜにいたち（2022年4月18日、ABEMA）
- ロンドンハーツABEMA特別編（2022年5月31日、ABEMA）アンケート協力[14]